# Johan Borgen
Johan Collett Müller Borgen (28. dubna 1902 Christiánie – 16. října 1979 Hvaler) byl norský spisovatel, publicista a překladatel, tvořící v jazyce riksmål. 
Vyrůstal jako nejmladší ze čtyř synů v zámožné rodině v osloské čtvrti Frogner. Po vzoru svého otce studoval práva, ale pak přestoupil na žurnalistiku. Přispíval do deníků Morgenbladet a Dagbladet, své fejetony a recenze podepisoval jménem pohádkové postavy Mumle Gåsegg, psal také detektivky pod pseudonymem Jørgen Hattemaker. Přeložil do norštiny pohádku Tři malá prasátka. Vynikl zejména jako povídkář, debutoval v roce 1925 sbírkou Mot mørket (Proti temnotě). Byl signatářem petice za propuštění Carla von Ossietzkého. V době německé okupace byl za své ironické a svobodomyslné texty vězněn v táboře Grini, odkud se mu podařilo uprchnout do Švédska. Po válce se stal dramaturgem Národního divadla. Přispíval do listu Friheten, který vydávala Komunistická strana Norska, po sovětské invazi do Maďarska se však s komunistickým hnutím rozešel. Byl redaktorem literárního časopisu Vinduet. Byl nominován na Nobelovu cenu za literaturu. V roce 1967 obdržel ze sbírku Nye noveller (Nové povídky) Literární cenu Severské rady, za finanční odměnu koupil usedlost na ostrově Asmaløy, kde prožil závěr života a je zde také pohřben. Espen Haavardsholm o něm napal životopisnou knihu Øst for Eden: en biografi om Johan Borgen.
Spisovatelkou byla jeho manželka Annemarta Borgenová i dcery Brett Borgenová a Ane Borgenová, vnučka Iselin Almeová je známá jako muzikálová herečka. Udržoval dlouholetý milostný vztah s herečkou Liv Dommersnesovou.
V češtině vyšla v překladu Radko Kejzlara Borgenova trilogie Malý lord, Temné prameny a Tak už ho máme, psychoanalyticky zaměřený portrét sebestředného intelektuála Wilfreda Sagena, jehož životní neukotvenost vede ke kolaboraci s nacisty a následné sebevraždě.